# سیارک ۳۹۸۱
سیارک ۳۹۸۱ (به انگلیسی: 3981 Stodola، نامگذاری:1984BL) سه هزار و نهصد و هشتاد و یکمین سیارک کشف شده‌است که در ۲۶ ژانویه ۱۹۸۴ کشف شد.
قدر مطلق سیارک برابر ۱۱٫۹۰ است.